# Cryptocephalus distinguendus
Cryptocephalus distinguendus  (лат.) — вид листоедов (Chrysomelidae) из подсемейства скрытоглавов (Cryptocephalinae). Ареал: Скандинавия, северная Сибирь, Альпы и Карпаты. Также в некоторых районах северной Германии, Австрии и Чехии.